# Qianchang
Qianchang (kinesiska: 钱场, 钱场镇) är en köping i Kina. Den ligger i provinsen Hubei, i den centrala delen av landet, omkring 120 kilometer väster om provinshuvudstaden Wuhan. Antalet invånare är 32 704. Befolkningen består av 15 895 kvinnor och 16 809 män. Barn under 15 år utgör 13,0 %, vuxna 15-64 år 76 %, och äldre över 65 år 9,0 %.
Runt Qianchang är det tätbefolkat, med 613 invånare per kvadratkilometer. Närmaste större samhälle är Jiuzhen, 15,5 km sydost om Qianchang. Trakten runt Qianchang består till största delen av jordbruksmark.
Genomsnittlig årsnederbörd är 1 371 millimeter. Den regnigaste månaden är juli, med i genomsnitt 192 mm nederbörd, och den torraste är december, med 18 mm nederbörd.